# Jan Leon Górzyński
Jan Leon Górzyński (Gorzeński, Gorzyński) – członek sprzysiężenia podchorążych, uczestnik Nocy Listopadowej.
Student Wydziału Prawa i Wydziału Filozoficznego Królewskiego Uniwersytetu Warszawskiego. Przed wybuchem powstania listopadowego więziony u karmelitów. Wszedł do akademickiej gwardii honorowej. Podporucznik, przeniesiony do 11. Pułku Piechoty Liniowej. Był członkiem Towarzystwa Patriotycznego. Schronił się do Francji, zamieszkał w Paryżu. Członek Towarzystwa Demokratycznego Polskiego od 1834 roku. W 1832 roku skazany zaocznie przez Najwyższy Sąd Kryminalny na karę śmierci, w 1834 Mikołaj I zamienił wyrok na wieczną banicję, jego majątek uległ konfiskacie.